# Agave gracillima
Agave gracillima ist eine Pflanzenart aus der Gattung der Agaven (Agave) in der Unterfamilie der Agavengewächse (Agavoideae). Das Artepitheton gracillima leitet sich vom Superlativ des lateinischen Wortes gracillimus für ‚grazil‘ ab und verweist auf den Habitus der Art.

## Beschreibung
Agave gracillima wird ziemlich groß. Die vier krautigen, übergebogenen, linealisch-lanzettlichen Laubblätter sind stark rinnig und stark zurückgebogen. Es sind zahlreiche eng zusammenstehende Blattadern vorhanden. Die Blattspreite ist 14 bis 49,5 (selten bis 76) Zentimeter lang und 2,8 bis 3,9 (selten bis 5) Zentimeter breit. Die schmalen bis mittelbreiten hyalinen Blattränder sind ganzrandig.
Der „ährige“ Blütenstand erreicht eine Höhe von 90 bis 120 Zentimeter. Der halbdichte blütentragende Teil ist 17,5 bis 31,5 Zentimeter lang und trägt 20 bis 25 sitzende Blüten. Der ellipsoide halslose Fruchtknoten ist 10 bis 14 Millimeter lang. Die Perigonblätter sind bräunlich oder gelblich grün gefärbt. Die zylindrische, stumpf vierkantige Blütenröhre ist gerade, oben nicht deutlich einschnürt und steht winklig zum Fruchtknoten. Sie weist eine Länge von 11 bis 15 (selten ab 8) Millimetern auf. Die länglichen und zurückgeschlagenen Zipfel sind 12 bis 16 Millimeter lang. Die Staubfäden sind im ausgewachsenen Zustand aufwärts gebogen. Der aufwärts gebogene Griffel überragt die Blütenröhre um 28 bis 36 Millimeter. Die keulenförmigen Narben sind dreikantig und seicht gefurcht. Die Blütezeit reicht von Mitte August bis in den späten November.
Über die Früchte und Samen ist nichts bekannt.

## Systematik und Verbreitung
Agave gracillima ist in den Bundesstaaten Durango und Nayarit in Tälern, auf grasigen Ebenen und Eichenwäldern in der Bergregion in Höhenlagen von 1100 bis 1370 Metern verbreitet. 
Die Erstbeschreibung durch Alwin Berger wurde 1915 veröffentlicht. Synonyme sind Manfreda elongata Rose (1903), Polianthes elongata (Rose) Shinners (1966, nom. inval. ICBN-Artikel 53.1), Agave gracilis A.Berger (1915) und Polianthes rosei Shinners (1967, nom. inval. ICBN-Artikel 52.1).
Die Art gehört in die Untergattung Manfreda und wird dort der Manfreda-Gruppe zugeordnet.

## Nachweise